# Disciples III: Renaissance
Disciples III: Renaissance — відеогра в жанрі покрокової стратегії з елементами рольової гри, створена студією .dat, яка є підрозділом російської компанії Akella. Третя гра в серії Disciples. Має доповнення Resurrection і доповнення-ремейк оригінальної гри та Resurrection під назвою Reincarnation.
Відрізняється від попередніх ігор серії тривимірною графікою і суттєвими змінами ігрового процесу. Події відбуваються через 70 років після фіналу Disciples II. В світ Невандаар з неба падає дівчина Інноель, яку одні раси намагаються врятувати й дізнатися мету її прибуття, а інші прагнуть використати для збільшення власної могутності.

## Ігровий процес

Герой Імперії обходить околиці столиці

### Основи
Disciples III розвиває основи ігрового процесу попередніх ігор серії. Гравець керує одним чи кількома героями, які водять з собою армії фентезійних створінь та захоплюють нейтральні і ворожі землі, щоб збільшити свій вплив та перемогти противника чи виконати сюжетне завдання. Території з джерелами ресурсів на них захоплюються ландшафтом, унікальним для кожної ігрової раси, що поширюється навколо міст і стратегічних позицій. В цій грі такі місця захоплюються не магічними жезлами, а Стражами, які здатні відбивати посягання ворогів на територію. Кожен герой командує загонами, що складаються з однієї істоти. Війська набирають досвід за перемоги і розвиваються у нові загони, якщо в столиці (головному підконтрольному місті) побудована відповідна споруда.

### Битви

Битва героя Імперії проти загону ельфів

Бої відбуваються покроково на полі з шестикутною розміткою. На відміну від попередніх ігор серії, воїни можуть пересуватися, але мають початкові позиції та порядок розміщення. Бійці обох сторін вступають в бій по черзі, що визначається їх ініціативою. Кожен з бійців може виконати за хід тільки одну дію. На полі бою розміщені перепони і точки сили, що з'являються випадковим чином. Ці точки вдвічі збільшують силу бійця який стане на них. Всього в грі три типи таких точок: дистанційної атаки, рукопашної і магічної.
Юніти здатні прикривати інші юніти: якщо поряд стоять два бійці, при здійснення противником рукопашної атаки на одного з них інший має можливість захистити свого сусіда, перехопивши атаку. Спеціальні воїни служать для лікування інших військ. Існують істоти невразливі для зброї, яких можна здолати тільки магією. Вбити бійці переміщуються до «кладовища», звідки можуть бути повернені власником армії шляхом застосування артефактів чи магії.
Крім інвентаря героя (обладунки, зброя) існує спільний інвентар для всього загону, який включає зілля (миттєво дають певний корисний ефект, купуються чи відшукуються) та руни (дозволяють творити магію, створюються книгою заклять).

### Міста
На початку гравець традиційно володіє «столицею» — містом, від споруд у якому і вивчених заклять залежить відповідно розвиток армії та доступні закляття. Навколо розташовані нейтральні міста, де як і в столиці можна наймати базові війська, лікувати армії та купляти артефакти.
Міста і Стражі кордонів поширюють навколо ландшафт, особливий для кожної раси, захоплюючи контроль над джерелами ресурсів. Стражі кордонів поміщаються в спеціальні колодязі в ключових місцях будь-яким підконтрольним героєм. Противник, проходячи повз таке місце, повинен битися зі Стражем. За перемоги Стражі теж отримують досвід і розвиваються, але крім того набувають його пасивно з часом. Герої можуть передати їм артефакти.
Рівень міста безпосередньо залежить від кількості трансформованої ним землі. Після взяття міста його рівень падає до мінімального незалежно від того, яким він був до моменту захоплення. Щоб отримати контроль над поселенням, нейтральним або іншої раси, необхідно здолати гарнізон міста. Битва відбувається на площі перед воротами, площі є п'яти видів, відповідно до рівнів міста. Столиці додатково охороняють покровителі рас. Наприклад, столицю Легіонів — могутній демон Ашкаель.

### Ресурси
Найм військ, їх лікування, будівництво споруд і вивчення заклять вимагають ресурсів:
- Золото — потрібне для будівництва споруд, найму лідерів і рядових воїнів, лікування і воскрешаня юнітів, покупок в магазинах, а також для оплати послуг тренувальних таборів.
- Камінь — використовується для будівництва у столиці. Коли всі можливі споруди створені, просто надходить з каменоломень, але не використовується.
- Мана життя — використовується переважно Імперією.
- Мана вогню — використовується переважно Легіонами проклятих.
- Мана землі — використовується переважно Ельфійським Альянсом.
- Мана смерті — використовується переважно Нежиттю.

Є три основних способи видобутку ресурсів. Щодня столиця приносить невелику кількість золота, каменю і притаманної расі мани. Також щодня отримується певний прибуток з кожного джерела ресурсів, розташованого на підконтрольній території. Ресурси можна крім того просто знайти на карті у вигляді купок, або сфер мани.

### Лідери
Кожен з представлених в грі лідерів дає перевагу в одній з трьох сфер: військовій, економічній чи магічній. Війська під проводом Полководця відновлюють третину здоров'я кожен хід. Маг може чаклувати два заклинання на глобальній карті щодня. Правитель забезпечує на третину більший дохід з усіх джерел ресурсів.
Набравши досить досвіду, герой отримує очки вдосконалень, які гравець розподіляє між його параметрами, і очки вивчення навичок, де одні відкривають доступ до інших.

### Магія
Кожна раса має свій набір заклять, хоча, деякі однакові за ефектом. Використання магії потребує мани, закляття вищого рівня вивчаються і чаклуються з використанням більшої кількості та різновидів мани.
Руни створюються за допомогою магічної книги і дозволяють чаклувати відповідні закляття на полі бою.

### Раси
Люди — одна з найчисленніших рас Невендаару, яка наділена абсолютною свободою волі, дарованою їх творцем Бетрезеном. Цей янгол вважав людей вінцем творіння світу. Через падіння Бетрезена люди поклоняються Всевишньому, а їхній фактичний творець став для них головним ворогом. Їхньою державою є Імперія, умовно середньовічна держава європейського зразка, котрою правлять імператор і лорди. На час подій гри розривається міжусобицями, а Інквізиція фактично має більшу владу, ніж імператор. Серед людей є найманці, що служать іншим расам. Також самим людям служать велетні Титани, а маги можуть прикликати елементалів.
Люди найбільш збалансована раса, що має порівняно сильних стартових бійців та однаково воїнів ближнього бою, стрільців, магів і цілителів. Магія Імперії передусім спрямована на посилення і захист союзників. Їхнім рідним ландшафтом є літній пейзаж з зеленою травою і деревами.
Легіони проклятих — молодші діти Бетрезена, створені ним у тій темниці, куди його ув'язнив Всевишній. Вони дуже численні та ненавидять Всевишнього і весь світ. Легіони мають слуг серед людей, таких як відьми. Після загибелі вони повертаються у володіння Бетрезена, а за якийсь час знову виходять на поверхню, прагнучи помститися Всевишньому.
Війська Легіонів сконцентровані на сильних рукопашних атаках, але мають порівняно слабких стартових бійців. Разом з тим у них одні з найстійкіших стрільців. Їхні юніти підтримки можуть насилати прокляття на ворогів: паралізувати їх та ослабляти. Їхній ландшафт — випалена земля, покрита згарищами і лавою.
Ельфійський союз — перша з розумних рас Невендаара, діти бога Галлеана. Галлеан покинув свій народ, збожеволівши, через перетворення богині Солоніель на богиню смерті. Тим не менш, трапляються пророки, які нібито можуть говорити зі своїм богом. Ельфи воліють цуратися чужинців, і ревно оберігають свої ліси. На їхньому боці воюють енти, єдинороги і грифони. Серед ельфів існує розкол на «диких» і «благородних». Править ними королева Іллюмінель з радою архонтів.
У ельфів найсильніші лучники, вони володіють потужними здібностями до лікування та захисту від магії. Їхній ландшафт — осінній ліс і всипана жовтим листям земля.
Орди нежиті — слуги богині смерті Мортіс, колишньої богині Солоніель, яка врятувала Галлеана від бога Гірських кланів Вотана, обгорівши при цьому. Першими під її знамена стали жителі південної держави Алкмаар, убиті насланою Мортіс чумою. Не всі представники Орд мертві, серед людей зустрічаються некроманти, що служать Мортіс, будучи живими. Крім піднятих мерців, в рядах Орд б'ються вовкулаки, велетенські павуки, кістяні големи, складені зі скелетів різних істот, і різних видів мертві дракони.
Нежить має повільних бійців, що компенсується сильними здібностями до ослаблення і паралічу ворогів. Їхнім ландшафтом є гнилі місцевості, затягнуті павутиною, над якими випаровуються міазми.
Крім них зустрічаються неграбельні раси, в основному як противники. Це Гірські клани, мерфолки (Морський народ), орки, велетні та дракони.

## Сюжет
Disciples III: Renaissance має три кампанії: за Імперію, Легіони проклятих та Ельфійський союз. Сюжет починається з падіння в Невендаар зірки, пророкованого знамення кінця світу.

### Кампанія Імперії
Імператор Мередор посилає лицаря Ламберта і молодого мечника Статфорда знайти місце падіння зірки. Ламберт розбиває орків навколо і знаходить на місці падіння дівчину Інноель. Та мало що пам'ятає і приєднується до Ламберта. Дорогою назад їм зустрічається інквізитор Ферре, який хоче забрати дівчину, але Ламберт перемагає його війська і вирушає в столицю.
Імператор, поспілкувавшись з Інноель, оголошує її посланницею Всевишнього і наказує охороняти її та слідувати куди вона скаже. Інноель відчуває, що повинна піти на південний схід, в землі Гірських кланів. Під час подорожі її викрадають інквізитори, Ламберт розшукує її та визволяє, вбивши викрадачів. Далі шлях пролягає через землі ельфів. Місцеві люди просять врятувати їх від орків, на що Ламберт після вагань погоджується. На заваді тепер стають ельфи-розбійники. Їхнє місто вдається зруйнувати, після чого перед Ламбертом постає могутній Незрячий страж. Той пропускає війська через ельфійський ліс в обмін на знищення розбійників, вигнаних колись іншими ельфами.
В ході подорожі Ламберт задумується про ціль пришестя Інноель. Біля шуканого Вівтаря Вознесіння за Інноель починають полювати демони. Ламберт відводить свої війська, зустрічаючи нежить і загадкового старця, який виявляється замаскованим слугою демонів. Перед Вівтарем загін оточують демони на чолі з Хаархусом, які розбивають сили Імперії, а Хаархус хапає Інноель і зникає в порталі Вівтаря.

### Кампанія Легіонів проклятих
Хаархус повинен привести Інноель до Бетрезена, що дозволить повелителю Легіонів проклятих вибратися з ув'язнення. Але, через втручання Інноель, потрапляє він в інші землі. Тепер йому доводиться шукати інший шлях, щоб потрапити до Бетрезена, але його полонена почала втрачати життєві сили. Хаархусові доводиться знайти кров драконів і пустити свою, щоб підтримати життя Інноель. Вона зцілюється але кров демона відкриває Інноель його таємницю про те, що він не завжди був демоном.
Це відкриття не дає спокою Хаархусу і він прагне знайти інформацію про своє минуле. В ельфійських землях він впізнає місцевість, а його самого там знають і називають зрадником. Тут Хаархусу приходять спогади про минуле його життя, як він був ельфом охоронцем пророка Лакхаана, якого не зумів захистити і сам загинув від рук Аватара Бетрезена, після чого був ним обернений на слугу демонів. Хаархус знаходить можливість для повернення, та інші демони тепер підзрюють його в невірності. Пройшовши випробування дракона Лазгурона, Хаархус остаточно пориває зі служінням Бетрезену, але разом з тим стає йому та іншим демонам ворогом. Захищаючи Інноель, він гине, підступно вбитий інквізитором Ферре.

### Кампанія Ельфійського Союзу
Молодий, але вже прославлений ельф Еріон патрулює ліси. Він стикається з Ламбертом, який шукає Інноель і об'єднується з ним. Разом вони визволяють Інноель, після чого пробиваються до порталу на небеса. Там Інноель дізнається, що була послана ангелом Ізеріїлом, щоб знищити світ і створити замість нього новий. Але тепер, побачивши, що в Невендаарі є ті, хто готовий померти за честь і справедливість, вона відмовляється від своєї місії. Віддавши всі сили на відкриття порталу, Інноель помирає, а Ламберт з Еріоном переносяться на небо, до Ізеріїла. Ангел насміхається з них, демонструючи в бою величезну силу, та Статфорд виявляється посланцем Всевишнього і проявляє свою сутність, скидаючи Ізеріїла на землю.
Статфорд та Еріон повертаються у врятований Невендаар. Тим часом Ферре приходить на місце падіння ангела і забирає залишки його сили собі, отримуючи чорні крила.

## Доповнення і перевидання
Disciples III: Resurrection — доповнення, випущене в Росії 3 грудня 2010 року і 7 жовтня 2011 року всесвітньо. Це самостійне доповнення, що не вимагає наявності оригінальної гри. Воно надає кампанію за Орди нежиті, події якої відбуваються через 10 років після подій Renaissance. В цьому доповнення було виправлено основні помилки й недопрацювання оригіналу.
Сценаристом була Катерина Стадникова, автор роману «Дорогоцінна кров», виданого в книжковій серії «Disciples» в 2010 році.
Disciples III: Reincarnation — перевидання гри, створене через значну кількість негативних відгуків про Disciples III: Renaissance, було випущено 11 квітня 2012. Були перероблені і вдосконалені графіка та дизайн, а також виправлено велику кількість помилок гри, додано елементи з попередніх ігор. До складу включені кампанії оригінальної гри і її доповнення, але значно розширені і на повністю перероблених картах, які надають більше альтернативних шляхів руху.
Було додано численні побічні завдання, подорожі водою, розгалужені шляхи на місцевостях. Розмір полів бою зменшився, натомість низку юнітів було ослаблено і зменшено дальність їхнього руху. З'явилися 4 клітинки військ резерву, а розподілення очок характеристик героїв стало залежати від обраних навичок. Графіка збагатилася зміною часу доби (кожен хід рівний 6-и годинам), рослинністю на глобальній карті й полях бою, що підкорюється законам фізики, відображеннями довкілля на воді. Гра надала обмеження на застосування рун і зіль в бою, на які тепер витрачається запас енергії. Додалися нові закляття й об'єкти на картах. Було внесено мультиплеєр в режимі hotseat і по мережі з підтримкою функцій сервісу Steam. До гри існує ігровий редактор, що дозволяє створювати власні кампанії.

### Disciples III: Mountain Clans
Розробка цього доповнення припинена у зв'язку з закриттям розробника hex studio.

## Оцінки і відгуки
Початкова версія гри отримала шквал негативних відгуків від критиків і пересічних гравців. На агрегаторі Metacritic середня оцінка склала 56 балів зі 100.
На сайті Game Revolution вона стала однією з рідкісних ігор, що отримала оцінку в 0 балів зі 100. Схвалення отримав похмурий стиль з численними детялями, але відзначалося, що це перекреслюється постійними «глюками», безглуздими діями ШІ, відсутністю мультиплеєру і вкрай неякісною локалізацією. IGN дали більш позитивний відгук, зауваживши повторюваність бойових ситуацій, складний інтерфейс, бідне керівництво з гри. Похвалу отримали графіка та звук. Підсумкова оцінка склала 6/10.
Disciples III: Reincarnation отримала позитивніший прийом, здебільшого з висновками, що це та Disciples III, якою вона і мала би бути відпочатку. Так, «Ігроманія» зауважила, що розробники значно вдосконалили тактику, але стратегія лишилася слабкою, позаяк в середині гри фактично зникає її складність, коли гравець має розвинену армію та великий запас невикористовуваних ресурсів. Похвалу отримав сюжет, збагачений побічними завданнями та діалогами. У виданні Hooked gamers відзначили вдосконалену графіку, тактику, різноманітність об'єктів на картах. Критики зазнав слабкий сюжет, недоліки балансу протиборчих сторін і місцями бідні текстури й анімація.